# Kostel Stětí svatého Jana Křtitele (Hořelice)
Římskokatolický kostel Stětí svatého Jana Křtitele v Hořelici (dnes součást Rudné) je jednolodní barokní stavba neobvyklého půdorysu dokončená v roce 1747. Je chráněn jako kulturní památka České republiky.
První písemná zmínka o hořelickém farním kostele pochází z roku 1352. Roku 1605 byl přestavěn (nebo znovu vybudován), ale už v roce 1631 došlo k jeho zpustošení saskou armádou a jeho oprava byla provedena v roce 1697 nákladem majitele panství Janem Josefem Karvinským. Pro zchátralost byl však později zbořen a nahrazen chrámem dnešním, benedikovaným 3. září 1747 farářem Janem Ferdinandem Ojlaserem. Autorem jeho podoby je pražský architekt a stavitel Václav Špaček.
Zdejší farnost zanikla v roce 1618 (kostel se stal filiálním ve farnosti Železná) a roku 1696 byla obnovena; v současné době[kdy?] je spravována excurrendo z Hostivice (v současnosti je administrátorem excurrendo p. Badal OPraem - nejde o Milana Badala, který v roce 2019 zemřel).